# Lubbeek
Lubbeek è un comune belga di 13 660 abitanti nelle Fiandre (Brabante Fiammingo).